# بيتر سلوتردايك (كاتب)
بيتر سلوتردايك (بالألمانية: Peter Sloterdijk)‏ (المولود في 26 يونيو عام 1947) فيلسوف وباحث ألماني. هو يعمل كأستاذ للفلسفة ونظرية الإعلام في جامعة كارلسروه للفنون والتصميم. شارك في استضافة وتقديم البرنامج التلفزيوني الألماني: في البيت الزجاجي: الرباعي الفلسفي بين عامي 2002 و2012.

## سيرة حياته
كان والد سلوتردايك هولنديًا وأمه ألمانية. درس الفلسفة والدراسات الألمانية والتاريخ في جامعة ميونخ وجامعة هامبورغ بين عامي 1968 و1974. في عام 1975، تلقى شهادة الدكتوراه من جامعة هامبورغ. في ثمانينيات القرن العشرين عمل ككاتب مستقل، ونشر كتابه نقد المنطق المتشائم عام 1983. نشر منذ ذلك الوقت عددًا من الأعمال الفلسفية التي حازت على تقدير في ألمانيا.
في عام 2001، عُين عميدًا لجامعة كارلسروه للفنون والتصميم، وهي جزء من مركز الفن والإعلام في كارلسروه. أشهر تلاميذه في كارلسروه هو مساعده السابق مارك يونغن الذي أصبح عضوًا في المجلس التشريعي الاتحادي (البرلمان الألماني). في عام 2002، بدأ سلوتردايك بالمشاركة في تقديم برنامج في البيت الزجاجي: الرباعي الفلسفي، وهو برنامج مخصص لمناقشة أهم القضايا المعاصرة بشكل معمق، وعُرض على التلفزيون الألماني الثاني.

## الموقف الفلسفي
يرفض سلوتردايك وجود الثنائيات مثل الجسد والروح أو الفاعل والمفعول به أو الثقافة والفطرة.. بما أن التفاعل بينها و «مساحات الوجود المشترك» والتطور التكنلوجي أدت إلى خلق واقع مندمج تغيب فيه الازدواجية. يُشار إلى أفكار سلوتردايك أحيانًا على أنها تنتمي إلى فلسفة ما بعد الإنسانية، وتسعى لمزج عدة مكونات كانت -حسب رأيه- تعتبر خطًا منفصلة عن بعضها البعض. نتيجة ذلك، يقترح إنشاء ما يدعوه بـ «الدستور الوجودي» الذي يجمع كافة الموجودات ضمنه، إذ يشمل البشر والحيوانات والنباتات والآلات.

## الأسلوب الفلسفي
بأسلوب مشابه لأسلوب نيتشه، يبقى سلوتردايك مقتنعًا بأن الفلاسفة المعاصرين يجب أن يفكروا بشكل جريء مخاطر، ويدَعوا أنفسهم «يُخطفون» من قبل «التعقيدات الفائقة» المعاصرة: يجب أن يتخلوا عن عالمنا الإنساني القومي المعاصر لأفق أوسع بيئي وعالمي في الوقت ذاته. يمثل أسلوب سلوتردايك توازنًا بين الأكاديمية الرصينة للأستاذ الجامعي ونزعة معادية للأكاديمية (يشهد على ذلك اهتمامه المستمر بأفكار أوشو، والذي أصبح سلوتردايك تلميذًا له في أواخر السبعينيات). متخذًا موقفًا اجتماعيًا، يرى الفيلسوف الألماني المعاصر أندرياس دورشيل إبداع سلوتردايك الذي جاء في حينه في بداية القرن الحادي والعشرين من خلال إدخال مفاهيم الشهرة إلى الفلسفة. أما سلوتردايك بنفسه، والذي يرى في المبالغة وسيلة ضرورية لجذب الانتباه، يصف الطريقة التي يقدم بها أفكاره باسم «المغالاة».

## أعماله

### نقد المنطق المتشائم
أصبح كتاب نقد المنطق المتشائم المنشور عام 1983 (والذي تُرجم إلى الإنجليزية عام 1988) أكثر كتب الفلسفة المكتوبة باللغة الألمانية مبيعًا منذ الحرب العالمية الثانية، ويعتبر نقطة انطلاق سلوتردايك كفيلسوف.

### الكرات
تعتبر ثلاثية الكرات تحفة سلوتردايك الفني، ويعني مصطلح الكرات هنا دوائر العلاقات الاجتماعية. نُشر المجلد الأول عام 1998 والثاني عام 1999 والأخير عام 2004.
وُجهت هذه الثلاثية إلى الجمهور المثقف؛ يبدو هذا الأمر جليًا في المقدمة، حيث يشير سلوتردايك إلى أكاديمية أفلاطون التي يُقال إنها منعت دخول أي شخص إلا إذا كان عالم رياضيات، أو متخصصًا في مجال علمي. لكن ولتوضيح أن كتابه كان نابعًا عن حب الإنسانية والرغبة في إيجاد أرضية مشتركة، يشير إلى القاعدة الأخرى في أكاديمية أفلاطون: يجب أن يبتعد كل من ليس مستعدًا للدخول في علاقات حب مع الطلاب. للتأكيد على هذه النقطة يشير إلى أن «كل من يبتعد عن إيروس (إله الحب اليوناني) يحرم نفسه من الهوية الحية».
كانت فكرة كتابة كتاب الكرات نابعة من حب سلوتردايك للفلسفة التي يكن لها أهمية كبيرة قائلًا: «إذا كانت الفلسفة تعتبر شيئًا حصريًا، هذا لأن بعض الأشخاص يحرمون أنفسهم من الأفضل». إضافة إلى ذلك، كُتب هذا الكتاب للتعبير باقتضاب عن وجهة نظره الغنية والمفصلة حول العالم، على أمل أن تمكن الآخرين من إغناء وجهات نظرهم الخاصة: «حدود ما أنا قادر على تعبيره (أو: حدود ما أستطيع نقله) هي حدود عالمي.. إذا كان لي أن أمنع أحدًا من الوصول إلى ثلاثيتي فسوف أمنع فقط أولئك الذين لا يرغبون في نقل (ما تعلموه أو عاشوه) بهدف التخفيف من الوحدة».
يتعامل كتاب الكرات مع «مساحات الوجود المشترك»، وهي مساحات كثيرًا ما تكون مهملة أو يُعتبر وجودها أمرًا مفروغًا منه لا يستدعي التفكير، وهي تخفي معلومات ضرورية لتطوير فهمنا للإنسانية. يبدأ استكشاف هذه الكرات من خلال الفرق الجوهري بين الثدييات وبقية الحيوانات: وهو الراحة البيولوجية والطوباوية المتمثلة برحم الأم، الذي يحاول البشر إعادة خلقه من خلال العلم والأيديولوجيا والدين. من هذه الكرات (الدوائر الاجتماعية) الصغيرة مثل العلاقات الوجودية بين الجنين والمشيمة، إلى الدوائر الكبيرة (التي دعاها بـ الأرحام الكبيرة مثل الولايات والدول)، يحلل سلوتردايك الكرات التي يحاول البشر أن يعيشوا فيها لكنهم يفشلون، ويتعقب الارتباط بين الأزمات الحيوية (مثل الشعور بالفراغ أو الانفصال النرجسي) والأزمات التي تحدث عندما تتحطم الكرة.
قال سلوتردايك إن الفصول الأولى من الكتاب تمثل «الكتاب الذي كان على هايدغر أن يكتبه»، وهو مجلد مرافق لكتاب الوجود والزمان، وعلى وجه التحديد «الوجود والمكان». كان يشير إلى استكشافه البدئي لفكرة الوجود المحورية في فلسفة هايدغر، والتي يمضي سلوتردايك بها بعيدًا بعد أن يبعد نفسه عن مواقف هايدغر.

## جوائز
حصل على جوائز منها:
- الجائزة الأوروبية لمقال شارل فيلون  [لغات أخرى]‏ (2008).

## وصلات خارجية
- بيتر سلوتردايك على موقع IMDb (الإنجليزية)
- بيتر سلوتردايك على موقع مونزينجر (الألمانية)
- بيتر سلوتردايك على موقع ميوزك برينز (الإنجليزية)
- بيتر سلوتردايك على موقع ديسكوغز (الإنجليزية)
- بيتر سلوتردايك على موقع قاعدة بيانات الفيلم (الإنجليزية)
- بيتر سلوتردايك على موقع كينوبويسك (الروسية)